# Rags
Rags é um filme musical original da Nickelodeon. Estreou nos EUA em 28 de maio de 2012 e no Brasil no dia 9 de agosto do mesmo ano, com o título "Rags, O Poder da Música" Ambos estrearam na Nickelodeon. 
O filme é estrelado por Keke Palmer, Drake Bell, Max Schneider, Zak Santiago, e Avan Jogia. 

## Elenco
| Ator             | Personagem     |
| Keke Palmer      | Kadee Worth    |
| Max Schneider    | Charlie Prince |
| Drake Bell       | Shawn          |
| Zak Santiago     | Diego          |
| Avan Jogia       | Finn           |
| Burkely Duffield | Lloid          |
| Josh Peck        | Reginal Worth  |
| Christina Sicoli | Martha         |